# Зеленополье (Одесская область)
Зеленополье (укр. Зеленопілля) — село, относится к Березовскому району Одесской области Украины.
Самый восточный населённый пункт этой области.
Население по переписи 2001 года составляло 282 человека. Почтовый индекс — 67360. Телефонный код — 48-56. Код КОАТУУ — 5121283802.

## История
По данным на 1964 год, именовалось как «4-е отделение совхоза им. 40 лет Октября» с населением 42 человека, направление зерновые культуры. Здесь были зерновые склады, ПТФ, сооружение башенного типа. 

## Местный совет
67360, Одесская обл., Березовский р-н, с. Ряснополь, ул. Почтовая, 1